# Arachnis apachea
Arachnis citra là một loài bướm đêm thuộc phân họ Arctiinae, họ Erebidae.